# Guayana Esequiba
La Guayana Esequiba (spesso conosciuta come Territorio Esequibo o, in Venezuela, Zona en Reclamación) è una zona del massiccio della Guyana compresa entro i fiumi Cuyuni e Essequibo, con una estensione territoriale di 159500 km² parte della Repubblica cooperativa della Guyana (o semplicemente Guyana) e la cui sovranità è reclamata dal Venezuela a livello internazionale sulla base dell'accordo di Ginevra del 17 febbraio 1966.

## Descrizione
Il nome del fiume Esequibo deriva da quello del luogotenente Juan de Esquivel, vissuto nel XVI secolo. I cambi fonetici derivati dalle diverse pronunce indigene ed europee sono responsabili del cambio di alcune lettere nella grafìa del termine.
L'inclusione del Territorio Esequibo all'interno dei confini della Guyana fu confermata nella costituzione del 1980, riformata poi nel 1996, dichiarante che "il territorio di tutte quelle aree comprese nella regione della Guyana prima della creazione della costituzione devono essere dichiarate, tramite atto del parlamento, come parte del territorio statale". La Gran Bretagna riconobbe come limite occidentale il fiume Esequibo, cartografato politicamente a suo favore nel 1938.
Il Venezuela, tuttavia, dichiara nell'articolo 10 della sua costituzione del 1899, che "Il territorio e gli altri spazi geografici della Repubblica sono quelli che corrispondevano al Capitanato Generale del Venezuela prima della trasformazione politica iniziata il 19 aprile 1810, con le modifiche risultanti dai trattati e dalle sentenze giudiziali prive di vizi di nullità". Il Capitanato comprendeva i territori dell'antica provincia di Guayana, che occupava la stessa regione Esequiba.
Dopo che ci si appellò al governo degli Stati Uniti; si formò un tribunale nell'anno 1899, la cui decisione diede forma agli accordi di Parigi. Il trattato si concluse con la cessione del territorio a ovest del fiume Esequibo alla Gran Bretagna. Tuttavia, il Venezuela non fu rappresentato direttamente, dato che i suoi due rappresentanti furono nominati dagli Stati Uniti. Il Paese dichiarò dunque la nullità dell'accordo nei decenni seguenti.
Più tardi, Venezuela e Guyana, appena resasi indipendente, firmarono l'Accordo di Ginevra del 17 febbraio 1966 in cui si stabiliva di creare una commissione mista per trovare un modo di porre fine alla contesa. Dopo quattro anni senza risultati, si decise di firmare a Trinidad e Tobago il protocollo di Puerto España con il fine di continuare la discussione per dodici anni. Ma il Venezuela uscì nuovamente sconfitto nel 1982, e da quel momento decise di non rinnovare il trattato e di continuare con l'Accordo di Ginevra tramite il Segretario delle Nazioni Unite.
La Guayana Esequiba comprende la totalità delle regioni di Barima-Waini, Cuyuni-Mazaruni, Pomeroon-Supenaam, Potaro-Siparuni, Alto Takutu-Alto Essequibo, la parte occidentale della regione di Islas Essequibo-Demerara Occidental, e tutte le divisioni amministrative sotto il controllo della Guyana non riconosciute dal Venezuela.

## Storia

### L'Esequibo
Dal 1777, con la creazione del Capitanato Generale del Venezuela, si stabilisce come frontiera orientale tra Spagna e Paesi Bassi il fiume Esequibo, dalla sorgente fino alla foce nell'Oceano Atlantico. Tuttavia il possesso del territorio sarebbe de iure, dato che non sarebbe stato colonizzato dal Capitanato Generale del Venezuela (cioè dalla Spagna).
Nel 1814 la Gran Bretagna si trovò in possesso dei territori coloniali olandesi di Demerara, Berbice ed Esequibo, che passarono a costituire la Guyana britannica a partire dal 1831. Da quel momento, il governo britannico stimolò la permanenza dei coloni nelle terre situate a est del fiume Esequibo, favorito dalla scarsa popolazione di questi territori e dalla situazione del Venezuela, che iniziava allora la sua organizzazione istituzionale. Un altro fattore fu il ruolo della Gran Bretagna come potenza egemonica mondiale nella seconda metà del XIX secolo, che le conferirà un sostegno internazionale e anche militare nella sua espansione coloniale.

### Il cambio dei confini
Nel 1834 Robert Schomburgk tracciò una linea di confine tra Venezuela e Guayana Britannica dal fiume Moruca fino all'Esequibo, di una estensione di 4.290 km². Nel 1839 tracciò una seconda linea chiamata Nord-Sud che racchiudeva i territori dalla foce dell'Amacuro fino al Monte Roraima, di una estensione di 141.930 km². La migrazione dei coloni britannici verso i territori situati più in là della riva sinistra dell'Esequibo dettero origine alla prima protesta del Venezuela nei confronti della Gran Bretagna. I dibattiti cominciarono nel 1844 mediante la proposta del rappresentante del Venezuela, Alejo Fortique, basandosi sul territorio del Capitanato Generale del Venezuela (1777) e sul principio contenuto nell'uti possidetis, di modo che si riconoscesse il fiume Esequibo come linea di confine, allegando documenti alla giurisdizione venezuelana in quelle terre che erano state parte della antica Provincia della Guyana. Il governo britannico, invece, propose che la linea di confine iniziasse alla foce del fiume Moroco e continuasse verso i fiumi Barima e Aunama. Questo significava una frontiera a ovest dell'Esequibo, e non fu accettata dal governo venezuelano.
La maggiore espansione britannica avvenne nel 1888 quando il paese si aggiudicò 203.310 km².

### L'arbitraggio neutrale di Parigi
Nel febbraio del 1897 Venezuela e Regno Unito firmarono il Trattato di Washington in cui si proponevano di risolvere il problema mediante un arbitraggio internazionale. Fu così che si stabilì l'arbitraggio neutrale di Parigi del 1899, che dettò il suo parere a favore della Gran Bretagna. Il tribunale speciale avrebbe dovuto essere composto da 2 membri delle parti coinvolte e da un terzo membro neutrale, tuttavia il Venezuela preferì che a rappresentare il paese fossero giuristi degli Stati Uniti, Melville Weston Fuller e Davis Josianh Brewer; la parte neutrale dalla Russia rappresentata da Frederic de Martens e in ultimo Charles Baron Rusell e Sir Richard Henn Collins in rappresentanza del Regno Unito. Le autorità venezuelane accettarono la decisione immediatamente, ma sarebbe stata prontamente messa in dubbio durante l'instaurazione della democrazia in Venezuela nel 1958.
Il Venezuela partecipò alla Commissione Mista delle Frontiere Britannico-Venezuelane tra il 1900 e il 1905 per tracciare definitivamente i confini tra i due paesi che venne firmata nel settembre del 1907. Il dittatore venezuelano Juan Vicente Gómez fissò nel 1932 il punto di tripla confluenza del Monte Roraima come frontiera tra Brasile, la Guayana Britannica e il Venezuela.

### Riaccendersi del conflitto

Mappe venezuelane mostrano la Guayana Esequiba come Zona en Reclamación

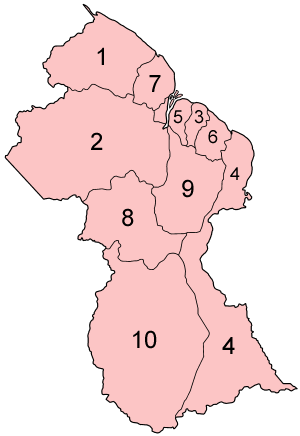
Mappa della Guyana. Le regioni 1, 2, 7, 8, 10 e la zona occidentale della 5 costituiscono la Guyana Esequiba.

Nel 1963 il Venezuela, per la prima volta e in maniera ufficiale, innanzi all'Organizzazione delle Nazioni Unite reclamò come suo il territorio ubicato a est del fiume Esequibo, allegando vizi e tutti quelli che in diritto internazionale si riconoscono come atti contrari alla buona fede da parte del governo britannico, oltre ad una supposta compromissione di alcuni componenti dell'allora corte di arbitraggio col governo britannico. Il governo venezuelano espose nel novembre del 1963 al governo di Londra nove punti su cui si basavano le sue richieste:
- L'eccesso di potere (Ultrapetizione), che, decretando la libertà di navigazione sui fiumi Amacuro e Barima, secondo il diritto internazionale invalida il lodo arbitrale.
- La presentazione di mappe adulterate, secondo il Venezuela, da parte della Gran Bretagna al Tribunale Arbitrale.
- L'assenza di motivazione nella decisione arbitrale.
- La concessione fatta dal Tribunale Arbitrale alla Gran Bretagna di 17.604 km² riconosciuti come venezuelani dallo stesso governo britannico.
- La linea di confine presumibilmente imposta ai giudici dal governo britannico.
- L'operato del Presidente del Tribunale arbitrale, volto a far accettare agli altri giudici la demarcazione dei confini proposta dal governo britannico.
- La divisione definita un affare ("componenda") da alcuni funzionari britannici, secondo il Venezuela.
- L'inganno perpetrato nei confronti del Venezuela da parte del Regno Unito, che agì in maniera contraria alla buona fede prevista dal diritto internazionale.
- La Corte Arbitrale informò Venezuela solo quando ebbe preso tutte le sue decisioni.
- Accordi fra i paesi di provenienza dei componenti il Tribunale arbitrale.

Per il governo britannico le argomentazioni venezuelane erano insostenibili perché:
- Tutti coloro i quali parteciparono al lodo arbitrale erano ormai deceduti da tempo.
- Il Venezuela aveva accettato il risultato del lodo arbitrale come "una soluzione definitiva, fatto e diritto e conclusivo"
- Lo studio dei documenti rivelò, secondo i britannici, che il Venezuela non aveva una valida ragione.
- Il Venezuela non provò nemmeno a giustificare le sue ragioni per invalidare il Lodo Arbitrale ed il suo esito.

Quando la Gran Bretagna decise di concedere l'indipendenza alla Guayana Britannica, per l'occasione ribattezzata Guyana, questa divenne Stato parte, così come stabilito dall'articolo 7 dell'Accordo di Ginevra che la Guyana ratificò lo stesso giorno della sua indipendenza, riconoscendo in questo modo il reclamo venezuelano circa il territorio al margine occidentale del fiume Esequibo.

### Negoziazioni dal 1983
Nel 1983 il Venezuela propose la negoziazione diretta alla Guyana, ma questa non accettò e contropropose tre alternative (attraverso l'Assemblea Generale dell'ONU o il Consiglio di Sicurezza dell'ONU o la Corte Internazionale di Giustizia) che il Venezuela rifiutò. Per iniziativa del Venezuela, dal 1983 la disputa di confini cominciò a svolgersi sotto gli auspici del Segretario generale delle Nazioni Unite, secondo il dettato dell'articolo 33 dello Statuto delle Nazioni Unite in merito ai mezzi di soluzione pacifica delle controversie internazionali. Nel 1987 Guyana e Venezuela decisero infine di accettare il metodo dei "buoni uffici", che venne attivato dal 1989 ed è ancora in corso.

### Referendum in Venezuela del 2023
Sotto la guida del presidente Nicolás Maduro, il Venezuela ha indetto un referendum consultivo per il 3 dicembre del 2023, nel quale i cittadini sono stati chiamati a esprimersi su cinque quesiti riguardanti la disputa territoriale in Guayana Esequiba.
L’affluenza al referendum è stata massiccia, 10.554.320 votanti. I cinque quesiti posti hanno ottenuto un minimo di 95,40% di “sì” e un massimo del 98,11%. In particolare il quinto quesito, quello più controverso, che chiedeva un appoggio alla proposta di istituire uno Stato denominato “Guayana Esequiba” da integrare alla Federazione venezuelana, è stato accettato con il 95,93% di “sì” contro il 4,07% di “no”.